# Vaunac
Vaunac is een gemeente in het Franse departement Dordogne (regio Nouvelle-Aquitaine) en telt 241 inwoners (2004). De plaats maakt deel uit van het arrondissement Nontron.

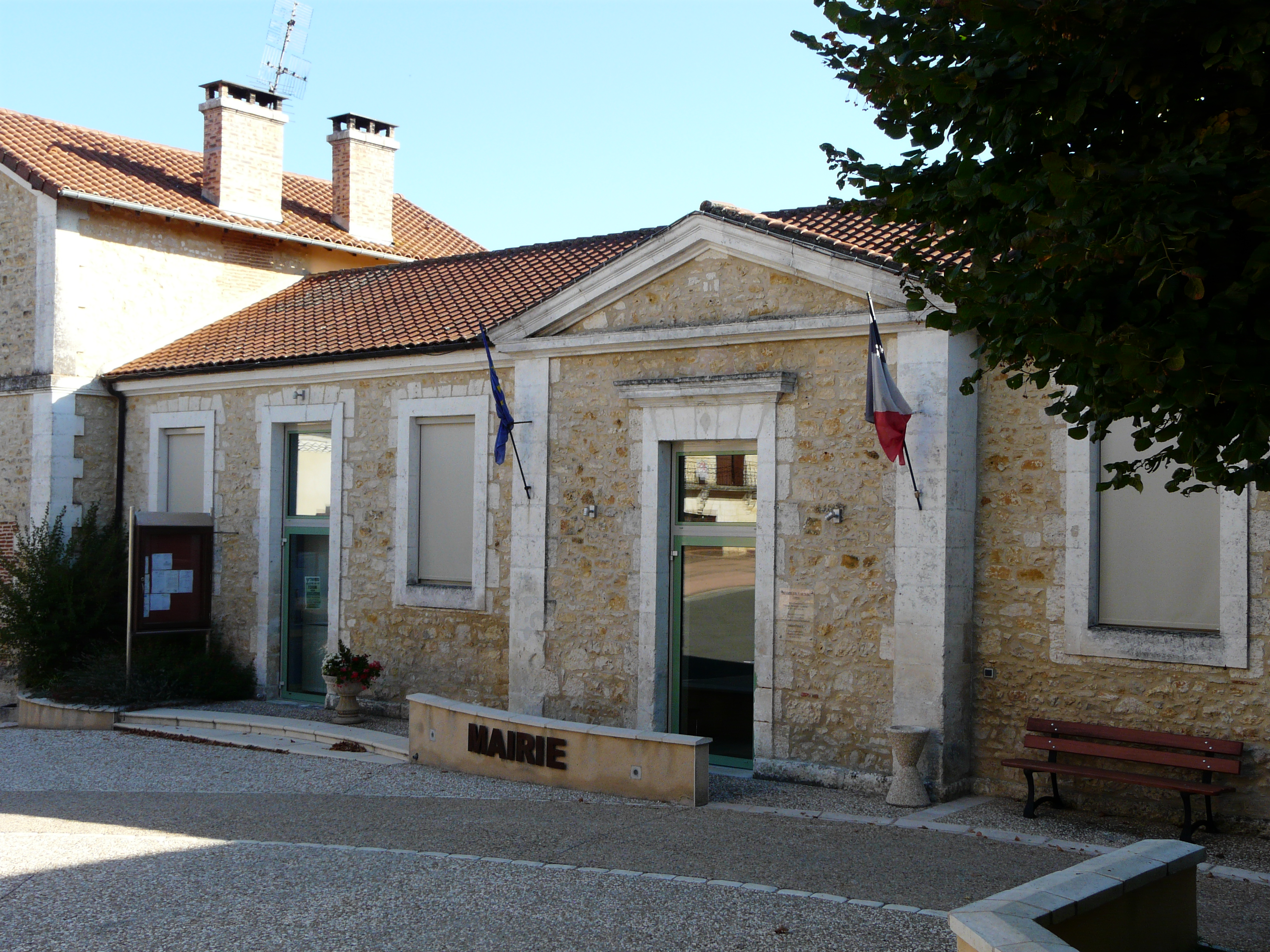
Gemeentehuis
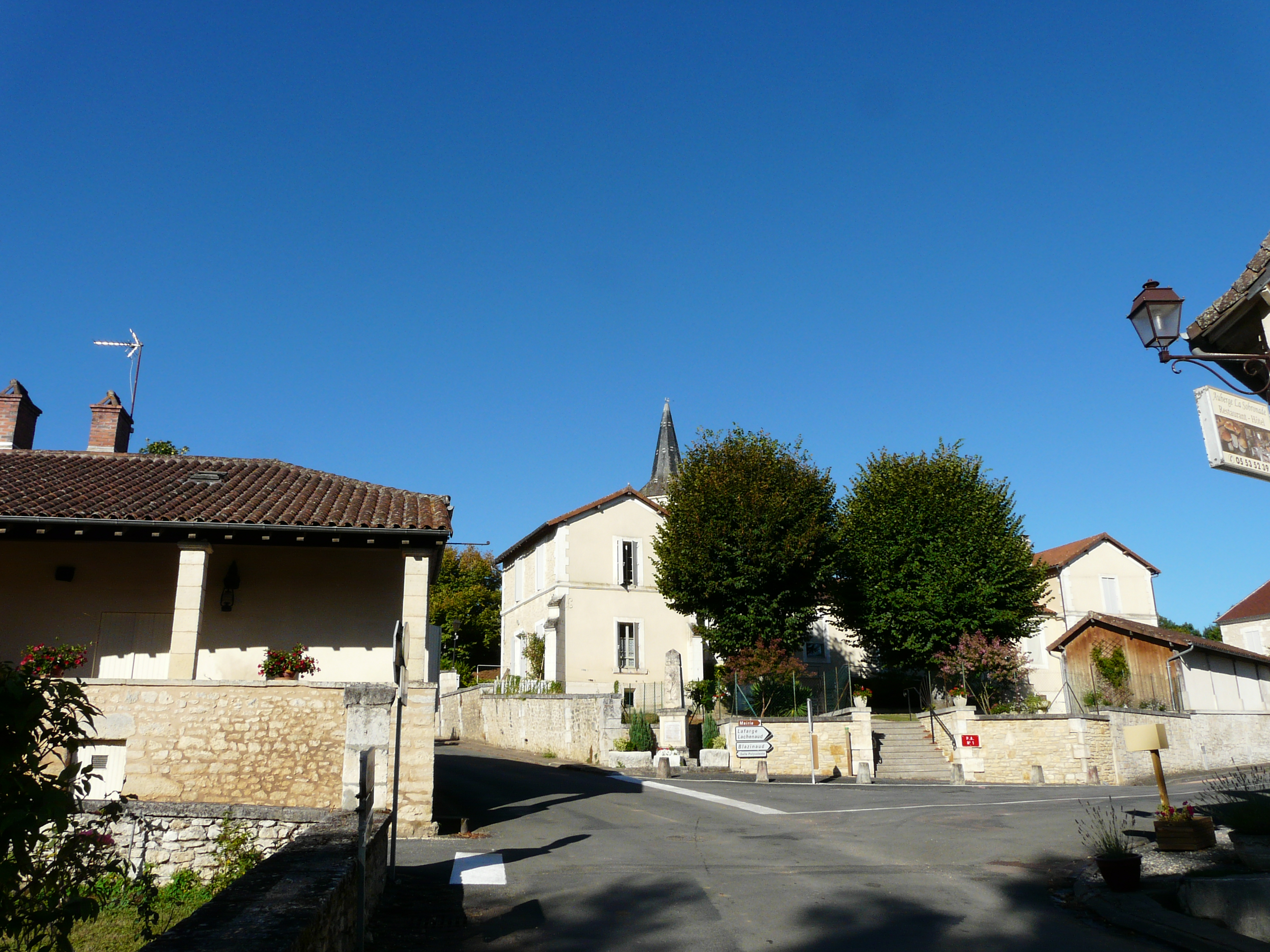
Dorpsplein

## Geografie
De oppervlakte van Vaunac bedraagt 13,5 km², de bevolkingsdichtheid is 17,9 inwoners per km².
De onderstaande kaart toont de ligging van Vaunac met de belangrijkste infrastructuur en aangrenzende gemeenten.

## Demografie
Onderstaande figuur toont het verloop van het inwonertal (bron: INSEE-tellingen).